# 眉力水库
眉力水库是中国福建省漳州市漳浦县赤土乡境内的一座水库，位于浯江溪上，建于1958年。水库正常库容为1873万立方米，集雨面积为21平方千米，海拔为69米。